# Yana Diachenko
Yana Diachenko –en ucraniano, Яна Дяченко– (16 de enero de 1990) es una deportista ucraniana que compitió en halterofilia. Ganó una medalla de plata en el Campeonato Europeo de Halterofilia de 2013, en la categoría de 48 kg.

## Palmarés internacional
| Campeonato Europeo | Campeonato Europeo | Campeonato Europeo | Campeonato Europeo |
| Año                | Lugar              | Medalla            | Categoría          |
| ------------------ | ------------------ | ------------------ | ------------------ |
| 2013               | Tirana (Albania)   | Medalla de plata   | 48 kg              |